# برانكو ميليسافليفيتش
برانكو ميليسافليفيتش (بالصربية: Бранко Милисављевић) مواليد 21 يوليو 1976 في جمهورية صربيا الاشتراكية، هو لاعب كرة سلة صربي. بدأ مسيرته الاحترافية في سنة 1996.

## المسيرة الاحترافية
لعب مع نادي بارتيزان لكرة السلة في موسم 2000–2001، ثم لعب مع ليموج سي إس بي في الدوري الفرنسي في موسم 2001–2002، ثم لعب مع نادي أولمبياكوس لكرة السلة في سنة 2003، ثم لعب مع نادي دينامو موسكو لكرة السلة في موسم 2003–2004، ثم لعب مع تليكوم باسكتس بون في الدوري الألماني في موسم 2004–2005، ثم لعب مع نادي ميغا لكرة السلة في سنة 2006.

## روابط خارجية
- برانكو ميليسافليفيتش على موقع الدوري الأوروبي لكرة السلة (الإنجليزية)
- برانكو ميليسافليفيتش على موقع الدوري الإسباني لكرة السلة (الإسبانية)
- برانكو ميليسافليفيتش على موقع كرة السلة الأوروبية.كوم (الإنجليزية)
- برانكو ميليسافليفيتش على موقع ريلجم (الإنجليزية)
- برانكو ميليسافليفيتش على موقع بروبوليرز (الإنجليزية)
- برانكو ميليسافليفيتش على موقع سبورتس رفرنس (الإنجليزية)